# Musée des Alambics - Écomusée du Hameau de Pirelonge
Le Musée des Alambics - Écomusée du Hameau de Pirelonge est un écomusée français situé dans la commune de Saint-Romain-de-Benet, commune rurale appartenant au canton de Saujon et située entre Saintes et Royan dans la  partie sud-ouest du département de la Charente-Maritime.
Cet écomusée privé qui fonctionne dans le style des musées de plein air de Scandinavie mérite un véritable détour tant par l'intérêt des thèmes proposés que par l'animation vivante et la qualité de la pédagogie.

## Histoire
L'Écomusée du Hameau de Pirelonge, dénommé également selon les différentes appellations Hameau-Musée de Pirelonge ou plus simplement Hameau de Pirelonge correspond en effet à un village composé de cinq anciennes fermes appartenant à une même famille de vignerons et de distillateurs dont la tradition remonte depuis 1750. 
Cet écomusée, à la manière de ce qui est pratiqué avec intelligence dans les pays nordiques, fait revivre la Saintonge rurale, son architecture, sa culture, à travers la vie et la reconstitution des métiers d'autrefois. Il a été aménagé autour de ses quatre maisons en 1987.
Situé entre le bourg de Saint-Romain-de-Benet et la ville de Saujon, station thermale dynamique, et à proximité de
la RN 150 entre les grands pôles touristiques de Saintes et de Royan, ce musée fort méconnu du grand public est pourtant ouvert toute l'année et offre à la fois une animation variée et des thèmes particulièrement nombreux. 
Au hameau de Pirelonge, le savoir-faire ancestral de la fabrication de produits du terroir a été non seulement préservé mais il veut faire œuvre de pédagogie sur des pratiques agricoles et viticoles en voie de disparition. 

## Les thèmes et les collections de l'écomusée
L'Écomusée du Hameau de Pirelonge fait découvrir le savoir-faire ancestral de cette famille dans la fabrication du cognac et des huiles essentielles, point de départ originel des activités de cet écomusée.
La palette des expositions de cet écomusée s'est par la suite élargie et s'articule aujourd'hui autour de quatre thématiques fort différentes :
- Le musée des alambics
- Le musée de la lavande
- Le musée de l'imprimerie et du papier
- Le musée du tissage

Dans ce musée vivant et réparti en quatre maisons saintongeaises qui forment le Hameau de Pirolonge sont présentées des expositions permanentes sur les alambics dans le Musée des alambics et l'Écomusée du pineau, le Parcours de senteurs et l'atelier du parfum dans le Musée de la lavande, la fabrication du papier et l'imprimerie avec sa centaine de presses ainsi que la numismatique dans le Musée de l'imprimerie, et enfin, l'atelier de tissage et les broderies au fil d'or et au fil d'argent.
Le Musée de l’Imprimerie et du Papier, l’un des plus importants de France, avec sa centaine de presses toujours en état de fonctionnement, enseigne l'histoire de l’imprimerie, la démonstration d’impression à l'ancienne, ainsi que la fabrication de papier à la cuve.
Des chemins bordés de plantes aromatiques et autres herbes aux senteurs odoriférantes qui correspondent au Parcours des senteurs séparent chaque maison du hameau dans lesquelles sont exposés les différents thèmes de cet écomusée rural typiquement saintongeais.

## Un musée vivant
Cette véritable ferme de découverte, ce qui correspond bien à l'objectif de tout écomusée digne de ce nom, permet de découvrir à certaines périodes de l'année différentes activités agricoles. Ainsi est-il possible d'assister aux distillations qui ont lieu de décembre à mars de chaque année pour le cognac, et de fin juillet à début août pour la lavande et le lavandin.
Lors des fêtes rurales (fête des alambics, fête de la lavande et fête des vendanges) et des animations estivales, il est possible de découvrir l'artisanat traditionnel (vannier, imprimeur, potier, dentellière) dans le style de ce qui se fait dans le célèbre Musée Skansen à Stockholm.
De décembre à février, cette distillerie artisanale, l’une des plus anciennes de la région, produit une eau-de-vie renommée plus connue sous le nom de cognac. 
En juillet et août vient ensuite les alambics sont livrés à la distillation de la lavande et du lavandin. 
Le village-musée de Pirelongue propose d’autres activités : fête des vendanges et du vin nouveau en octobre pour goûter au « bourru », démonstration et exposition de tissage, broderie aux fils d’or et d’argent.